# Avery (cráter)
Avery es un pequeño cráter de impacto localizado en el extremo este de la Luna (su colongitud selenográfica es de 279°). Es casi circular, con forma de tazón. Se encuentra próximo a la frontera oeste del Mare Smythii. Hacia el este está el cráter Haldane, y hacia el suroeste el cráter Carrillo. El cráter Gilbert se encuentra al suroeste.

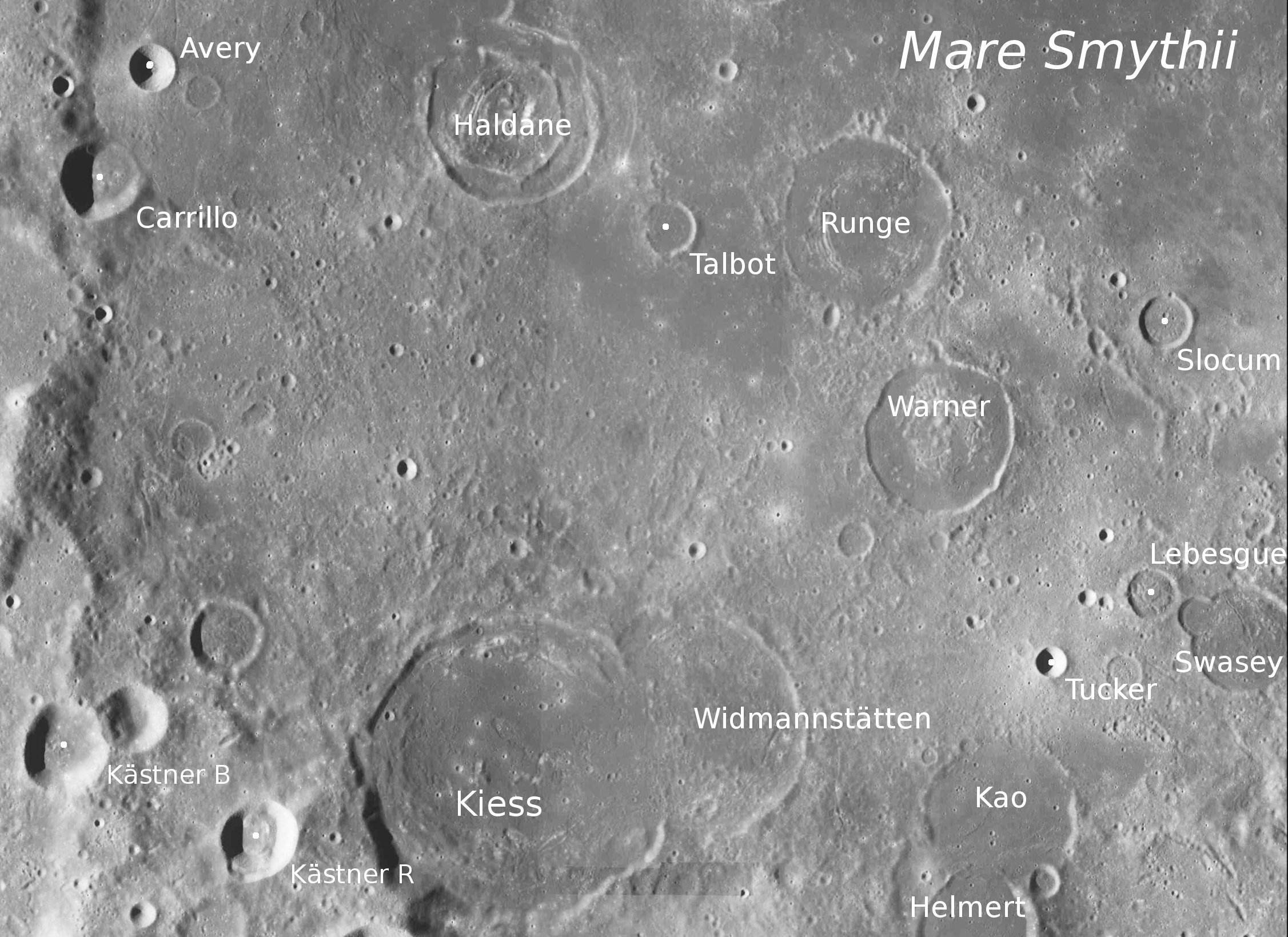
Localización de Avery (esquina superior izquierda de la imagen). Fotografía LRO

El cráter Avery previamente fue designado como el cráter satélite Gilbert U, antes de ser rebautizado por la Unión Astronómica Internacional, en honor del médico Oswald Avery, codescubridor de que el ADN es el portador de la información genética.